# 雅可比猜想
雅可比猜想（Jacobian conjecture）是多變量多項式的一個著名問題，最初是由數學家凱勒（Ott-Heinrich Keller）於1939年提出，之後Shreeram Abhyankar取現名，並將之廣為傳播，以作為代數幾何的問題中，只需稍多於微積分的知識就能闡述的一個例子。
雅可比猜想直至2017年仍未得到正確證明。

## 雅可比行列式
令n>1為固定的整數，考慮多項式F1, ... , Fn，變量為X=(X1, ... , Xn)，係數在特徵為零的代數閉域k中。（可假設k為複數域{\displaystyle \mathbb {C} }。）也就是說{\displaystyle F_{1},\ldots ,F_{n}\in k[X]}。定義函數F: kn→kn為
F(c1, ... , cn)=(F1(c1, ... , cn), ... , Fn(c1, ... , cn))
函數F的雅可比行列式JF是由F的偏導數組成的n×n矩陣的行列式
{\displaystyle J_{F}=\left|{\begin{matrix}{\frac {\partial F_{1}}{\partial X_{1}}}&\cdots &{\frac {\partial F_{1}}{\partial X_{n}}}\\\vdots &\ddots &\vdots \\{\frac {\partial F_{n}}{\partial X_{1}}}&\cdots &{\frac {\partial F_{n}}{\partial X_{n}}}\end{matrix}}\right|,}
JF也是變量為X的多項式函數。

## 敘述
多變量微積分的反函數定理指出如在某一點有JF ≠ 0，那麼在該點附近F有反函數。由於k是代數閉域，JF是多項式，因此JF必定在某些點上為0，除非JF是非零的常數函數。以下是一項基本結果：
若F有反函數G: kn→kn，則JF是非零的常數函數。
而其反命題則為雅可比猜想：

令{\displaystyle k}為一特徵為零的代數閉域。若
1. {\displaystyle F=(F_{1},\dots ,F_{n})\in k[X]\times k[X]\times \dots k[X]},
2. JF是非零常數函數，（等價於以下條件：對於所有的{\displaystyle x\in k^{n}}，{\displaystyle F'(x)}皆是可逆的線性變換）

則{\displaystyle F}有反函數，且此反函數亦屬於{\displaystyle k[X]}。

## 外部連結
- （英文）莫宗堅簡論雅可比猜想的網頁 （页面存档备份，存于）